# 2015感動香港
2015感動香港（英語：Hong Kong Loving Hearts 2015）是亞洲電視於連續第六年舉辦並播出的《感動香港》年度人物評選節目。今屆以「敢想．感動」作為主題，透過一系列節目及活動，鼓勵大眾，尤其是年輕一代，切身處地去想如何去幫助有需要的人，然後付諸行動，傳承仁愛的美德。
節目稱為《ATV 2015感動香港》，也是電視牌照終止日期為2016年4月1日生效前最後一屆活動。

## 2015感動香港大使[1]
- 李蕙敏
- PlayTime

## 評選委員會[2]

### 大會首席評選委員
- 曾鈺成，GBS，JP

### 大會評選委員
| - 王桂壎，BBS，JP - 方國珊 - 吳觀清 - 李樂詩博士，MH - 李美娜 - 杜聰 - 杜永政 - 周振基博士，SBS，BBS，JP - 周伯展醫生，JP - 周樹德 - 林東 - 林志偉 | - 林錦波 - 林其東 - 楊耀忠，BBS，JP - 陳灼明 - 陳晴，JP - 陳錦元 - 邱榮光博士，JP - 胡炳泉 - 高誌樫 - 張喜朋 - 張偉民 - 張國良 | - 梁子微博士 - 葛珮帆博士，JP - 鄧嘉玲 - 郭九 - 傅振中 - 潘德鄰醫生 - 鍾惠玲博士 - 藍鴻震博士，GBS，ISO，JP - 魏秋樺 - 羅偉祥 - 蘇金妹 |

## 2015感動香港人物推選
|  | 十大感動人物得主 |

| 編號 | 主題         | 感動人物         |
| 1    | 俠骨仁心     | 李家麟           |
| 2    | 音樂童“珍”   | 胡龐倩渝、龐秋雁 |
| 3    | 您從不孤單   | 蘇永通           |
| 4    | 愛心織女     | 曾惠珍           |
| 5    | 輪椅鬥士     | 仇健明           |
| 6    | 活出彩虹     | 麥燕鳳           |
| 7    | 助人自助     | 傅雅妮           |
| 8    | 補出個未來   | 梁啟業           |
| 9    | 汗水的意義   | 黃子萌           |
| 10   | 一片天空     | 卓慧敏           |
| 11   | 人情“麵”     | 張文強           |
| 12   | 媽媽好       | 顏美潔牧師       |
| 13   | 心不盲       | 葉炳釗           |
| 14   | 不一樣的校園 | 李靄儀           |
| 15   | “惜”食人     | 周頌文           |
| 16   | 飛鷹姐姐     | 鄧英蘭           |
| 17   | 教育自由人   | 鍾立本           |
| 18   | 舒展美的人生 | 余穎章           |
| 19   | 否極泰來     | 譚彩合           |
| 20   | 助學人生     | 吳永恩           |
| 21   | 衝破藩籬     | Asfa Kabir       |
| 22   | 為自己爭氣   | 關冰儀           |

## 齊齊打保齡球活動
亞洲電視為實踐《ATV 2015 亞洲小姐競選》的主題︰「感動世界的美麗」，宣揚真、善、美的訊息，於2015年11月28日舉辦《ATV 2015 感動香港年度人物評選》「感動世界的美麗－齊齊打保齡活動」。
四位港澳賽區入圍佳麗包括李方媛、吳愛瑋、伍穎琪及包涵，與四位「龍耳」成員組隊打保齡球，期望這次活動推動傷健共融，協助弱勢社群融入社會。

## 外部連結
- 《ATV 2015 感動香港年度人物評選》官方網頁
- 《ATV 2015 感動香港年度人物頒獎禮》香港手語版本（页面存档备份，存于）